# Oh My Heart
Oh My Heart è il quarto singolo estratto dall'album Collapse into Now del gruppo musicale alternative rock statunitense R.E.M..

## Il singolo
Il singolo è uscito nelle radio il 1º febbraio 2011, un mese e 7 giorni prima della pubblicazione dell'album Collapse into Now. È stato pubblicato in formato digitale in tutt'Europa e negli Stati Uniti. Successivamente, il 18 febbraio, ne è stata pubblicata un'edizione in compact disc, distribuita in Germania.

## Tracce
Download digitale
1. Oh My Heart – 3:20 (Stipe, Mills, Buck, McCaughey)

CD
1. Oh My Heart – 3:20 (Stipe, Mills, Buck, McCaughey)
2. Nola-4/26/10 – 3:20 (Stipe, Mills, Buck, McCaughey, Rieflin)

## Classifiche
| Classifica (2011) | Posizione massima |
| ----------------- | ----------------- |
| Austria           | 47                |
| Germania          | 46                |
| Svizzera          | 60                |